# Magelhaenlijster
De Magelhaenlijster (Turdus falcklandii) is een zangvogel uit de familie lijsters (Turdidae).

## Verspreiding en leefgebied
Deze soort komt voor in Argentinië, Chili en de Falklandeilanden (Malvinas) en telt twee ondersoorten:
- T. f. magellanicus: zuidelijk Chili en zuidelijk Argentinië.
- T. f. falcklandii: de Falklandeilanden.